# Josef Ander

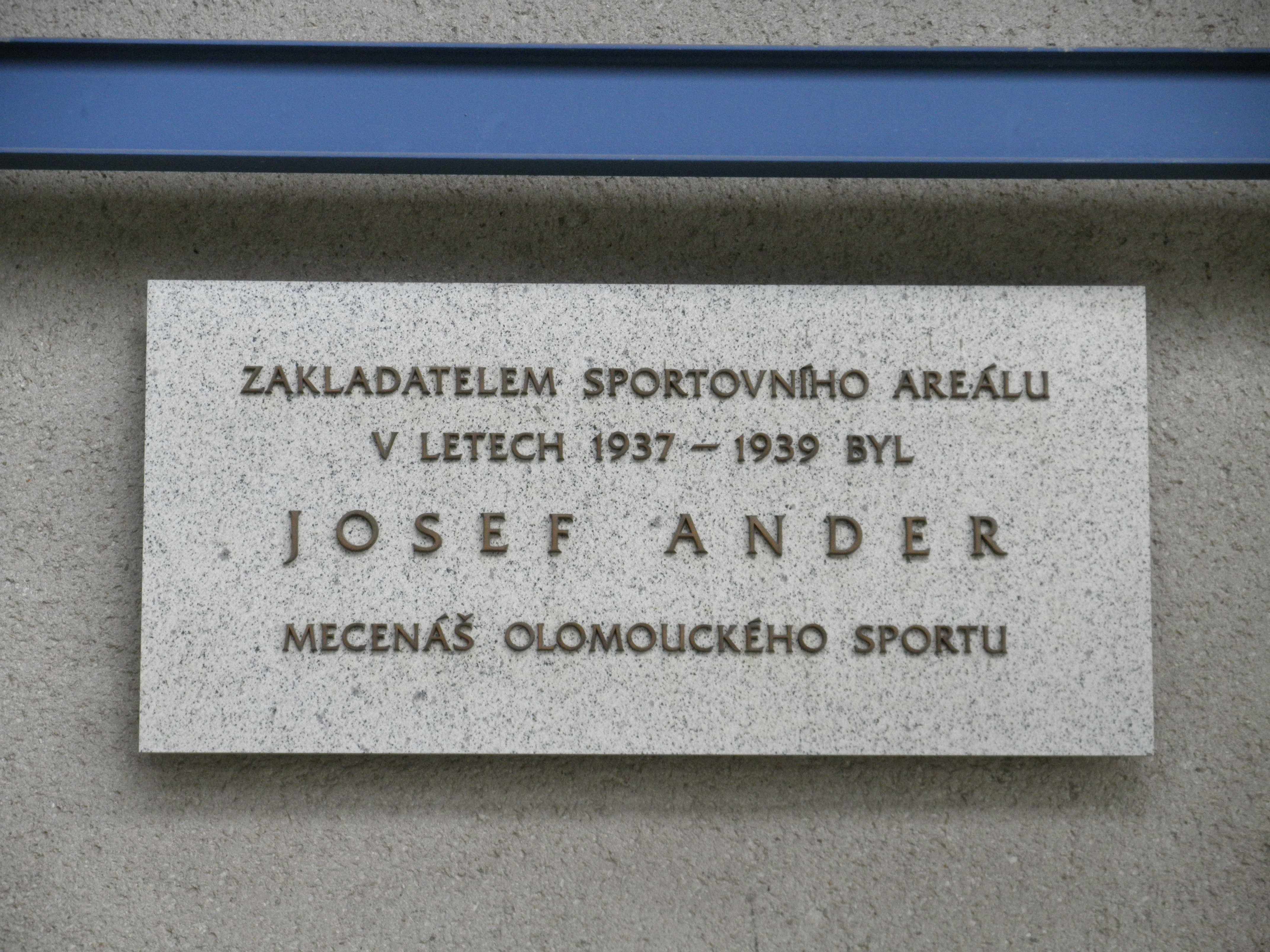
Pamětní deska věnovaná Josefu Anderovi

Josef Ander (5. listopadu 1888 Svatý Kopeček u Olomouce – 24. října 1976 Olomouc) byl olomoucký podnikatel, který za první republiky disponoval hustou sítí prodejen ASO (Ander a syn Olomouc).
Do společnosti, kterou založil jeho otec Josef Ander st., vstoupil v roce 1920 a stal se zde vrchním ředitelem. Angažovali se v ní i jeho čtyři mladší bratři, po otcově smrti roku 1933 ale řízení plně převzal Josef, který pokračoval v její úspěšné expanzi. Byl také známý jako sběratel umění a mecenáš olomouckého sportu, především fotbalu. Dnes je po něm pojmenován olomoucký fotbalový stadion, který nechal postavit – Andrův stadion. Po roce 1948 byl veškerý majetek zabaven a Josef Ander byl spolu s rodinou pronásledován.
Po roce 1948 byl odsouzen za velezradu na doživotí. Byl umístěn spolu se svou druhou manželkou Malvínou Androvou do vězení v Jáchymově, odkud byli po 12 letech propuštěni. Josef Ander byl po propuštění agentem SB pod krycím jménem Zloban. Syn Mario Ander (narozen 2.2.1936) se po uvěznění rodičů vyučil v oboru kuchař/číšník, přestěhoval se z Olomouce do Brna a vstoupil rovněž do řad STB jako agent pod krycím jménem Oskar. 
Na Svatém Kopečku nechal Josef Ander architektem Bohumírem F. A. Čermákem přestavět původně secesní rodinnou vilu, která byla poté vzhledem k funkcionalistické rekonstrukci občas přirovnávána k brněnské vile Tugendhat. Po znárodnění v roce 1948 zde byla umístěna mateřská školka, pak zchátrala.

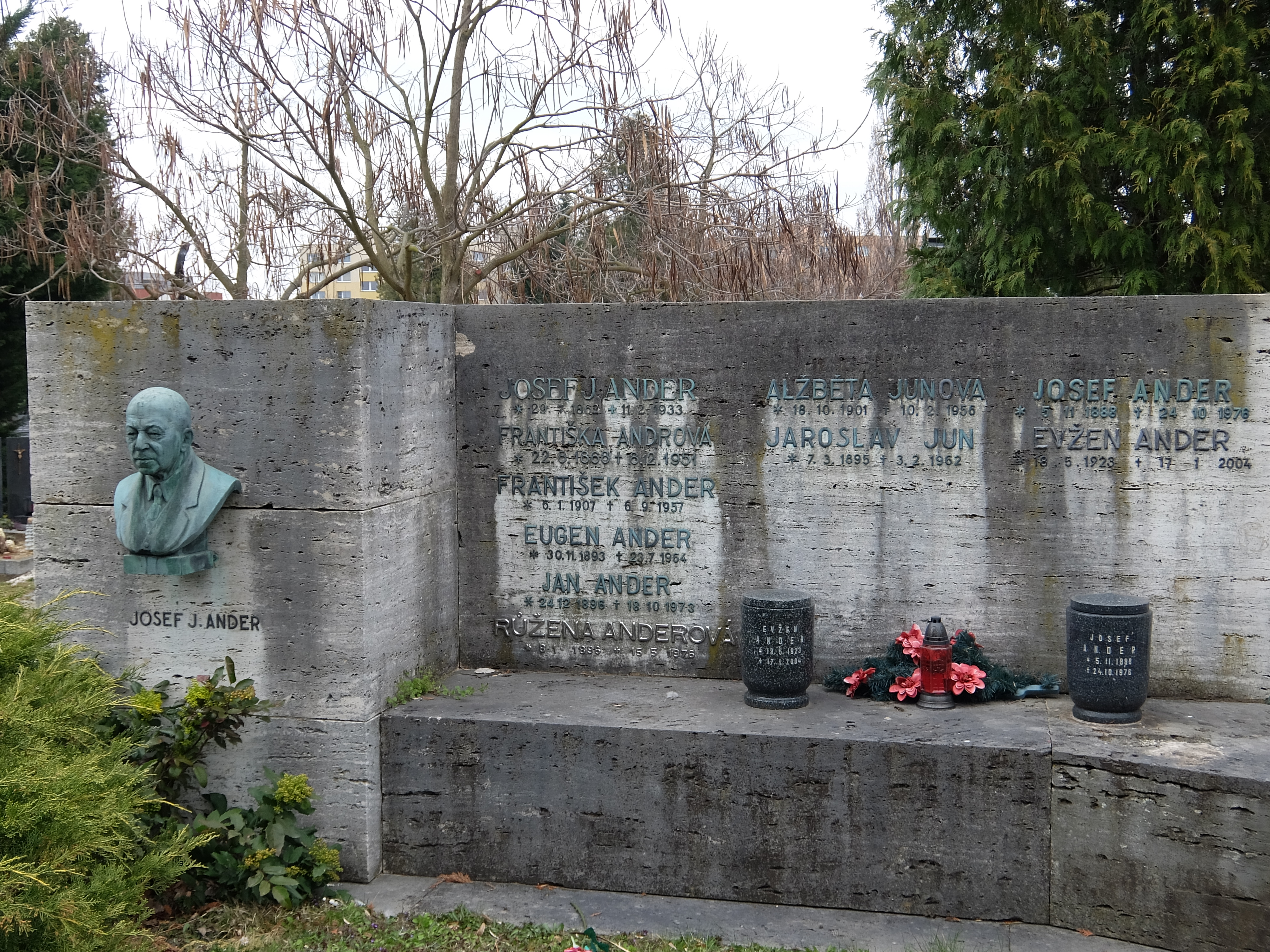
Hrobka Josefa Andera a jeho rodiny na Ústředním hřbitově v Olomouci-Neředíně

Zemřel 24. října 1976 v Olomouci a byl pohřben v rozsáhlé rodinné hrobce na městském Ústředním hřbitově v Neředíně. Součástí hrobky je též realistická busta Josefe Andera v životní velikosti.